# Seenotrettungsstation Greifswalder Oie
Die Seenotrettungsstation Greifswalder Oie liegt in Mecklenburg-Vorpommern auf einer kleinen Insel mit Leuchtturm am Übergang des Greifswalder Boddens zur offenen Ostsee. Betreiberin der Station ist die Deutsche Gesellschaft zur Rettung Schiffbrüchiger (DGzRS), die im Nothafen am südlichen Ende der Greifswalder Oie einen Seenotrettungskreuzer (SK) stationiert hat. Der Kreuzer wird durch eine dreiköpfige, fest angestellte Besatzung gefahren, die rund um die Uhr im 250 Meter entfernten Stationsgebäude für einen Einsatz bereitsteht. Alle 14 Tage steuert der Kreuzer das Festland in Freest an, um die Ablösung an Bord zu nehmen. Insgesamt stehen sieben hauptamtliche Kräfte zur Verfügung, die während ihrer Dienstzeit laufend den Schiffsfunk mithören, um im Notfall sofort auslaufen zu können. Die Alarmierung erfolgt ansonsten durch die Zentrale der DGzRS in Bremen, wo die Seenotleitung Bremen (MRCC Bremen) ständig alle Alarmierungswege für die Seenotrettung überwacht.

## Einsatzgebiet und Zusammenarbeit
Die Seenotretter sichern mit ihrem Kreuzer das Seegebiet vor der Insel Usedom zwischen Rügen und dem polnischen Swinemünde. Daneben führen Einsätze auch in den Greifswalder Bodden bis zur namensgebenden Stadt Greifswald. Im Revier sind größere Schiffe auf dem Weg von und zum Hafen von Swinemünde unterwegs. Daneben fahren Ausflugsschiffe zwischen den Häfen am Bodden und den Inseln Usedom und Rügen. Dabei kommen auch Touristen mit einem kleinen Boot auf die Insel der Seenotretter, wo ansonsten nur noch ein Vogelschutzverein eine Warte betreiben darf. Der Hafen der Greifswalder Oie ist als Nothafen ausgewiesen, der nur im Notfall von der Schifffahrt angelaufen werden darf.
Für die Ufer- und Strandbereiche im Revier arbeiten die Retter der Oie mit den Kollegen und Seenotrettungsbooten der Nachbarstationen eng zusammen und unterstützen sich gegenseitig.
- Boot der Seenotrettungsstation Lauterbach
- Boot der Seenotrettungsstation Freest
- Boot der Seenotrettungsstation Zinnowitz
- Kreuzer der Seenotrettungsstation Sassnitz

Durch die Nähe zur polnischen Grenze wird auch die Zusammenarbeit mit den Kollegen der MSPiR gepflegt, die in Swinemünde auf einen 36,90 m-Kreuzer der SAR-3000-Klasse zurückgreifen können.

## Aktuelle Rettungseinheit
Seit dem Jahr 2017 hat die DGzRS im Nothafen den ‚kleinen‘ Seenotkreuzer BERTHOLD BEITZ stationiert. Sie ist der fünfte Neubau der 20-Meter-Klasse von der Fassmer-Werft in Berne, der mit seinem 1.675 PS (1.232 kW) Dieselmotor eine maximale Geschwindigkeit von 22 Knoten (ca. 40 km/h) erreichen kann. Für Flachwassereinsätze führt SK 38 in einer Heckwanne ein Tochterboot mit, das mit Hilfe des Außenbordmotors bis zu 28 Knoten schnell ist. Das offene Arbeitsboot ist als Vollkunststoffboot (Rigid Buoyant Boat, RBB)  ausgeführt, wodurch das Boot selbst im vollgeschlagenen Zustand schwimmfähig bleibt und damit nahezu unsinkbar ist.
Der Kreuzer wurde maßgeblich durch die Alfried Krupp von Bohlen und Halbach-Stiftung finanziert. Daher hat er den Namen des langjährigen Vorsitzenden Berthold Beitz erhalten.

## Stationierte Rettungseinheiten
| Stationierung von Seenotrettungskreuzern | Stationierung von Seenotrettungskreuzern | Stationierung von Seenotrettungskreuzern | Stationierung von Seenotrettungskreuzern | Stationierung von Seenotrettungskreuzern | Stationierung von Seenotrettungskreuzern | Stationierung von Seenotrettungskreuzern | Stationierung von Seenotrettungskreuzern |
| Zeitraum                                 | Schiffsname                              | Reg.-Nr.                                 | Länge oder Klasse                        | Anz. Motoren ges. Leistung               | Geschw.                                  | vorige Station                           | Verlegung nach oder Verbleib             |
| ---------------------------------------- | ---------------------------------------- | ---------------------------------------- | ---------------------------------------- | ---------------------------------------- | ---------------------------------------- | ---------------------------------------- | ---------------------------------------- |
| 1991 bis 1996                            | HANS LÜKEN                               | KRS 04                                   | 19-m-Klasse                              | 1 → 830 PS                               | 18 kn                                    | von Langeoog                             | → Büsum                                  |
| 1996 bis 2009                            | FRITZ BEHRENS                            | KRS 13                                   | 23,3-m-Klasse                            | 1 → 1.944 PS                             | 20 kn                                    | von Reparaturwerft                       | Kreuzer ohne feste Station               |
| 2009 bis 2017                            | EUGEN                                    | SK 31                                    | 20-Meter-Klasse                          | 1 → 1.675 PS                             | 22 kn                                    | Neubau                                   | → Norderney                              |
| seit 2017                                | BERTHOLD BEITZ                           | SK 38                                    | 20-Meter-Klasse                          | 1 → 1.675 PS                             | 22 kn                                    | Neubau                                   | auf Station                              |

Quelle: 

## Galerie der Seenotkreuzer

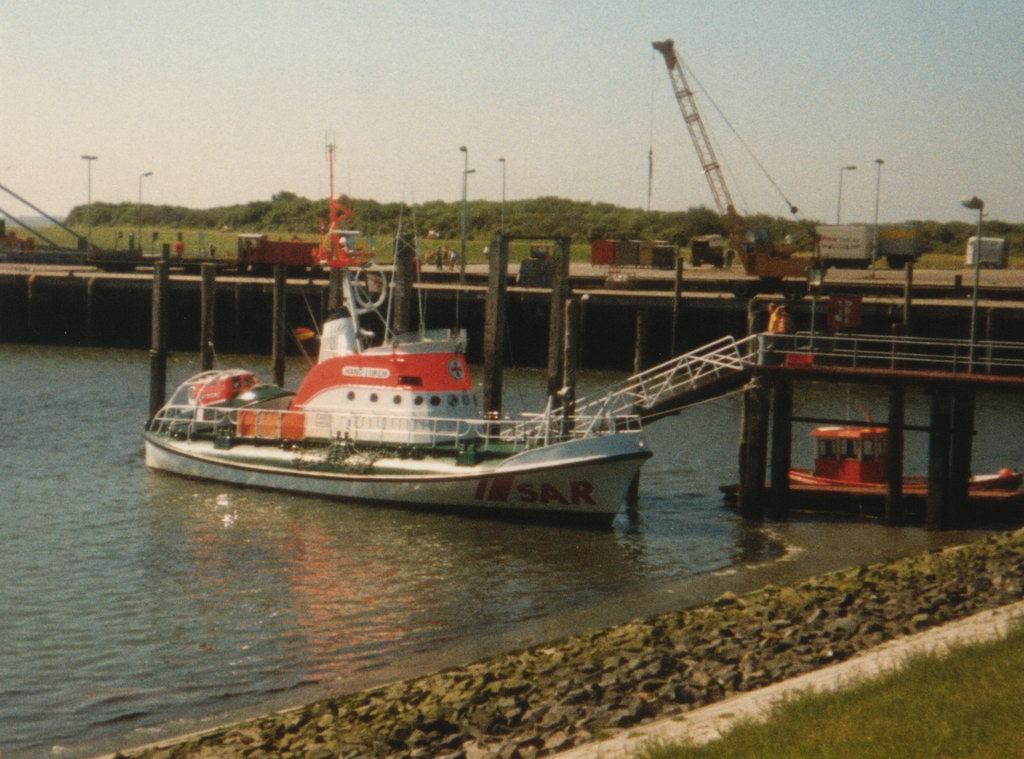
HANS LÜKEN
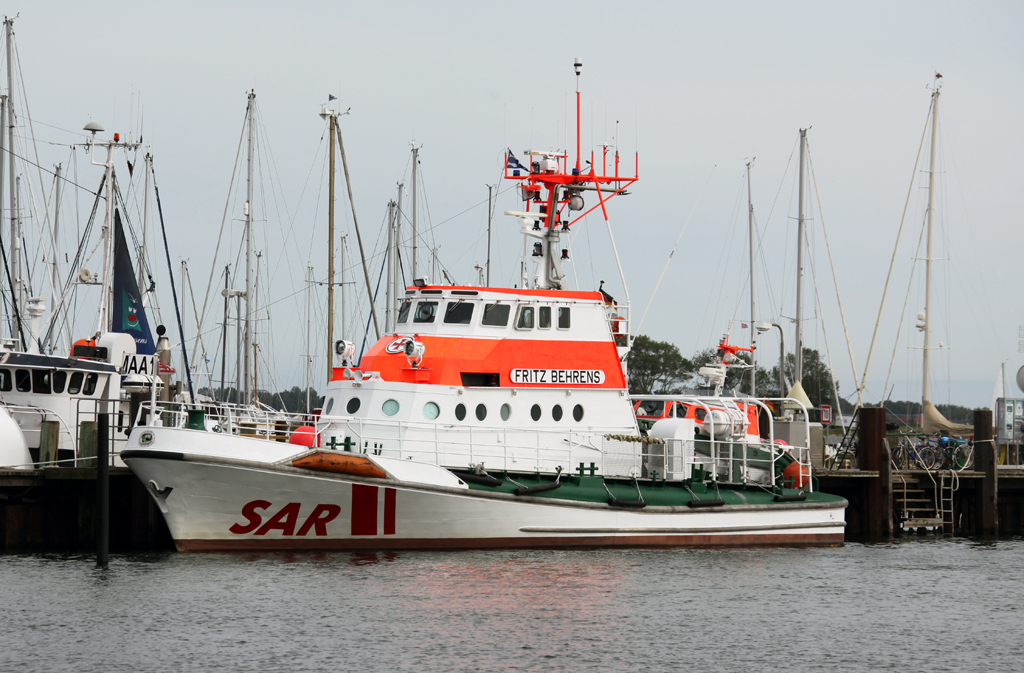
FRITZ BEHRENS
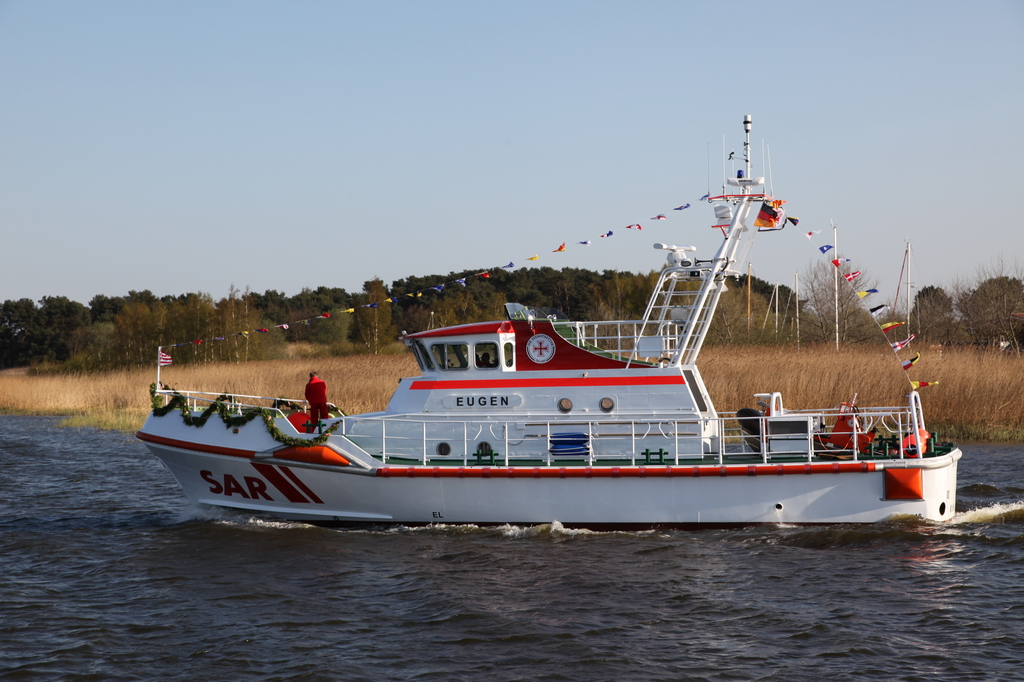
EUGEN